# Gevlekte buulbuul
De gevlekte buulbuul (Ixonotus guttatus) is een zangvogel uit de familie van de buulbuuls (Pycnonotidae).

## Kenmerken
De gevlekte buulbuul is 15 cm lang. De vogel is van boven grijsgroen en van onder wit. Opvallend zijn de witte stippels op de vleugels.

## Leefwijze
De gevlekte buulbuul leeft in bossen en houdt zich op hoog in de boomkronen.

## Verspreiding en leefgebied
De gevlekte buulbuul komt voor in tropisch Afrika.

## Status
De gevlekte buulbuul heeft een groot verspreidingsgebied in diverse landen van westelijk en centraal Afrika. Daardoor is de kans op de status kwetsbaar (voor uitsterven) gering is. De grootte van de populatie is niet gekwantificeerd, maar de vogel is plaatselijk algemeen, daarom staat deze buulbuul als niet bedreigd op de Rode Lijst van de IUCN.